# Ford 300
 (janvier 2021).

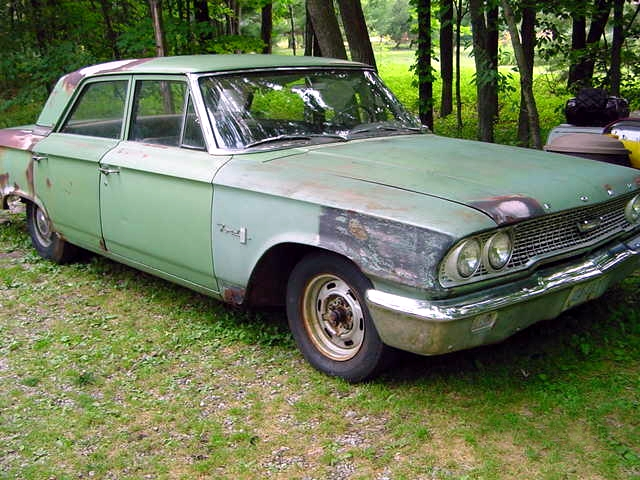
Ford 300 en pièces d'origine ayant vécu

La Ford 300 est une automobile qui a été construite aux États-Unis par Ford pour l'année modèle 1963 uniquement. C'était le niveau de finition de base dans la gamme des Ford full-size de 1963 sous les Ford Galaxie, Galaxie 500 et Galaxie 500XL. Elle ne comportait presque aucune garniture chromée ou équipement de luxe et pouvait être comparée à la Chevrolet Biscayne au niveau de la finition.
Les Ford 300 étaient souvent utilisées par la police et les flottes de taxis et avaient un prix de base de plus de 100 $ de moins que les modèles de base comparables de la gamme Galaxie. Cependant, les clients privés pouvaient également en acheter une si le prix bas et l'économie, avec la commodité d'une voiture full-size, étaient les principaux objectifs.
La voiture était identifiée par un badge «Ford 300» sur chaque garde-boue avant, juste derrière les passages de roues, et un badge «F-O-R-D» en petits caractères sur le couvercle du coffre. La 300 n'était disponible qu'en berline à colonnes 2 ou 4 portes.
Une partie intéressante de l'histoire de cette voiture concerne la disponibilité des moteurs V8 gros bloc FE Series, y compris l'unité de 427 pouces cubes et 425 chevaux. Combinées à une transmission manuelle, ces voitures étaient souvent utilisées dans des courses de dragsters en raison de leur faible poids.
Un modèle spécial, une Ford 300 berline 2 portes, était connu pour être vendu par Tasca Motors de Providence, Rhode Island. Elle comportait des garnitures chromées supplémentaires des Ford Galaxie et XL, et des combinaisons de peinture bicolores intéressantes.
La Ford 300 a été remplacée en 1964, par la Ford Custom.